# Runnel Stone
Runnel Stone är en klippa under vattnet i Storbritannien.   Den ligger i England, i den södra delen av landet, 400 km väster om huvudstaden London.
Närmaste större samhälle är Penzance, 13,2 km nordost om Runnel Stone.